# Бьерм
Бьерм (фр. Biermes) — коммуна во Франции, находится в регионе Шампань — Арденны. Департамент — Арденны. Входит в состав кантона Ретель. Округ коммуны — Ретель.
Код INSEE коммуны — 08064.
Коммуна расположена приблизительно в 165 км к северо-востоку от Парижа, в 60 км севернее Шалон-ан-Шампани, в 40 км к юго-западу от Шарлевиль-Мезьера.

## Население
Население коммуны на 2008 год составляло 256 человек.
| 1962 | 1968 | 1975 | 1982 | 1990 | 1999 | 2008 |
| ---- | ---- | ---- | ---- | ---- | ---- | ---- |
| 177  | 195  | 254  | 272  | 272  | 245  | 256  |

## Экономика
В 2007 году среди 167 человек в трудоспособном возрасте (15—64 лет) 125 были экономически активными, 42 — неактивными (показатель активности — 74,9 %, в 1999 году было 64,9 %). Из 125 активных работали 118 человек (66 мужчин и 52 женщины), безработных было 7 (2 мужчин и 5 женщин). Среди 42 неактивных 8 человек были учениками или студентами, 13 — пенсионерами, 21 были неактивными по другим причинам.

## Фотогалерея

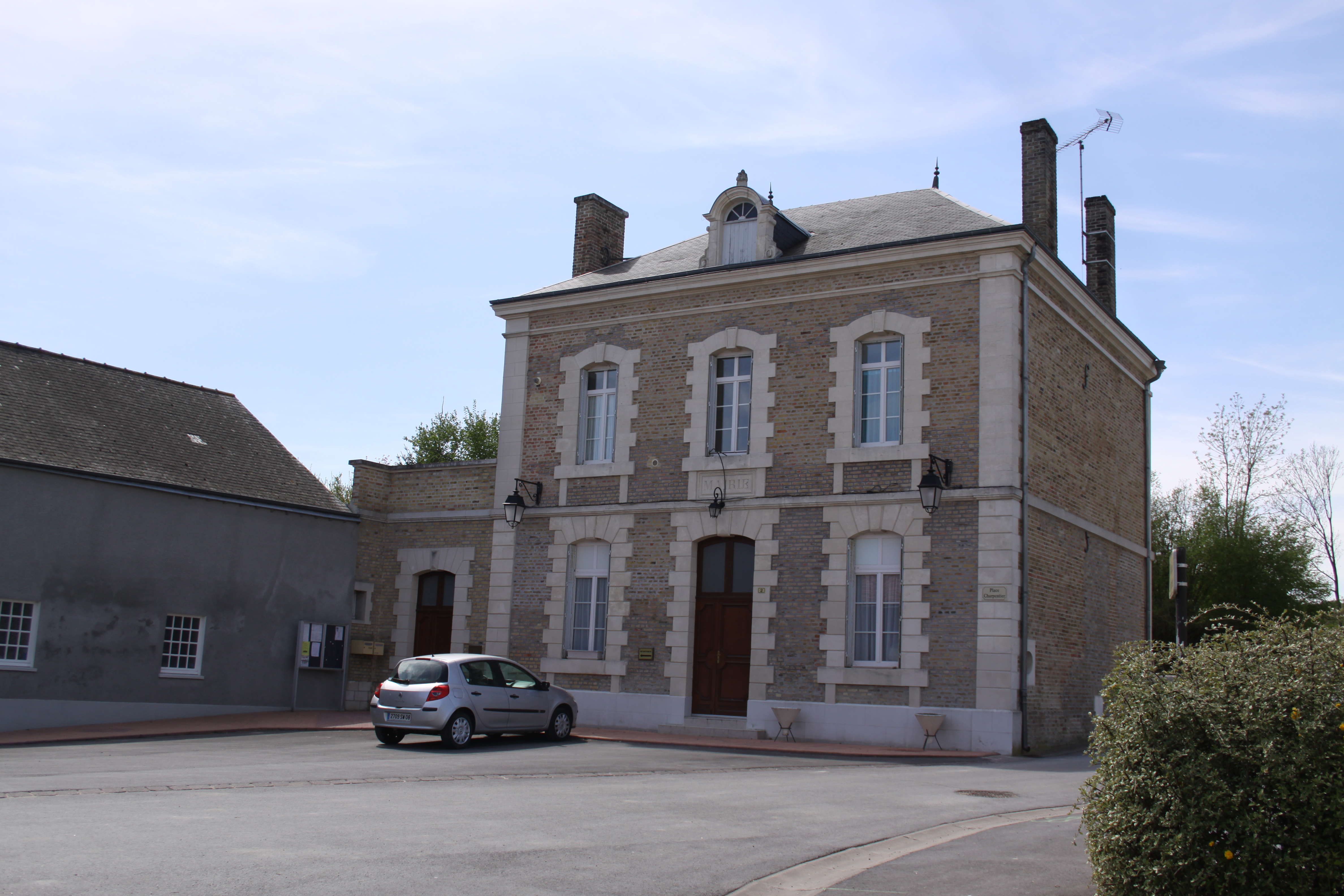
Мэрия
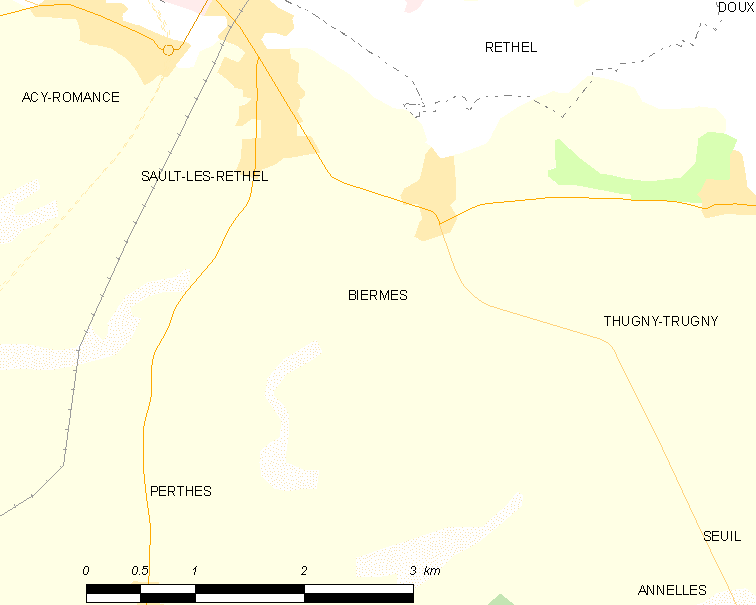
Карта коммуны